# Agilfrid
Agilfrid (nascut a l'inici del segle viii, mort el 787) era un monjo benedictí de l'abadia de Saint-Amand-les-Eaux, abat de l'Abadia de Bavó de Gant i bisbe de Lieja de 769 fins a la seva mort.
Eixia d'una família noble franca ben introduïda a la cort de Carlemany, que va atorgar-li privilegis importants per al seu bisbat. Segons un llibre de comptes de l'abadia de Lobbes va haver d'acollir el rei Desideri d'Ístria i sa esposa Ansa després de la seva desfeta.
Probablement participà en la introducció del catolicisme a Saxònia i fundà una església a Osnabrück. L'atribució d'una hagiografia sobre Bavó de Gant que hauria escrit és dubtosa.